# John Börjeson

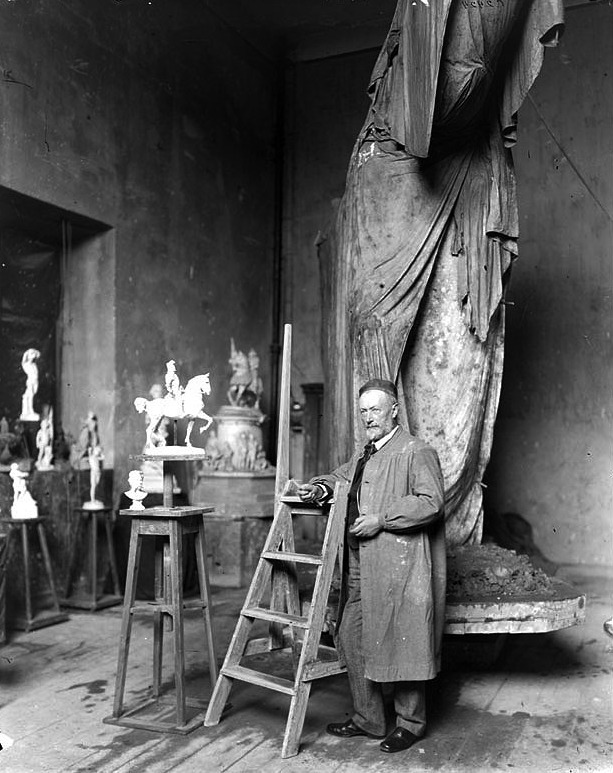
I ateljén i Sergelhuset, Stockholm, 1901.

Johan (John) Laurentius Helenus Börjeson, född 30 december 1835 i Tölö socken i Halland, död 29 januari 1910 i Storängen i Nacka, var en svensk skulptör.

## Biografi
John Börjeson studerade i Rom och Paris. Han var professor vid Konstakademien 1886–1907. Han företrädde realismens genombrott i svensk skulptur, även om mycket beundran för antiken och romantiken dröjde kvar. John Börjesson bodde från 1904 till sin bortgång på Storängsvägen 18 i Storängen i Nacka, i en villa ritad av Carl Westman. Börjeson hade även en ateljé (och möjligen bostad) i Sergelhuset i Stockholm i början av 1900-talet. Flera av John Börjesons statyer göts vid Meyers konstgjuteri. I samband med avtäckande av Karl X Gustavs ryttarstaty i Malmö utsågs han 1896 till kommendör av första klassen av Vasaorden. Han är begravd på Solna kyrkogård.
John Börjeson var far till målaren Gunnar Börjeson samt skulptörerna Lena Börjeson och Börje Börjeson.
Börjesonsvägen i Södra Ängby, västra Stockholm är uppkallad efter John Börjeson.

## Utmärkelser
- Kommendör av 1. klass av Vasaorden

## Offentliga verk i urval
- Kägelspelaren (1877, rest 1913), brons, Göteborgs konstmuseum[8]
- Fången viking (1878), brons, Djurgårdsvägen, Djurgården i Stockholm
- Ludvig Holberg (1881), brons, Vågsallmenningen i Bergen
- Erik Gustaf Geijer (1888[9]), brons, Uppsala
- Axel Oxenstiernas staty (1890), brons, Riddarhuset i Stockholm
- Carl Wilhelm Scheele (1892), brons, Humlegården i Stockholm
- Nils Ericson (1893), brons, Centralstationen i Stockholm
- Karl X Gustav (1895), brons, Stortorget, Malmö
- Karl XI (1896), brons, Stortorget i Karlskrona
- Viktor Rydberg (1898), porträttbyst i brons, Rådhusparken i Jönköping
- Viktor Rydberg, porträttbyst i brons, Östra kyrkogården, Göteborg
- Viktor Rydberg, porträttbyst i brons, Djursholms samskola, Djursholm
- John Ericsson (1901), brons och älvdalsporfyr, Nybroplan i Stockholm
- Magnus Stenbock (1901), Stortorget i Helsingborg
- Karl IX:s ryttarstaty, brons, (1904), Kopparmärra, Kungsportsplatsen i Göteborg
- Jonas Alströmer (1905), brons, Lilla Torget i Göteborg
- Johan Edvard Lundström (1906), porträttbyst i brons, Lundströms plats i Jönköping

och han finns representerad vid bland annat Nationalmuseum i Stockholm

## Bilder

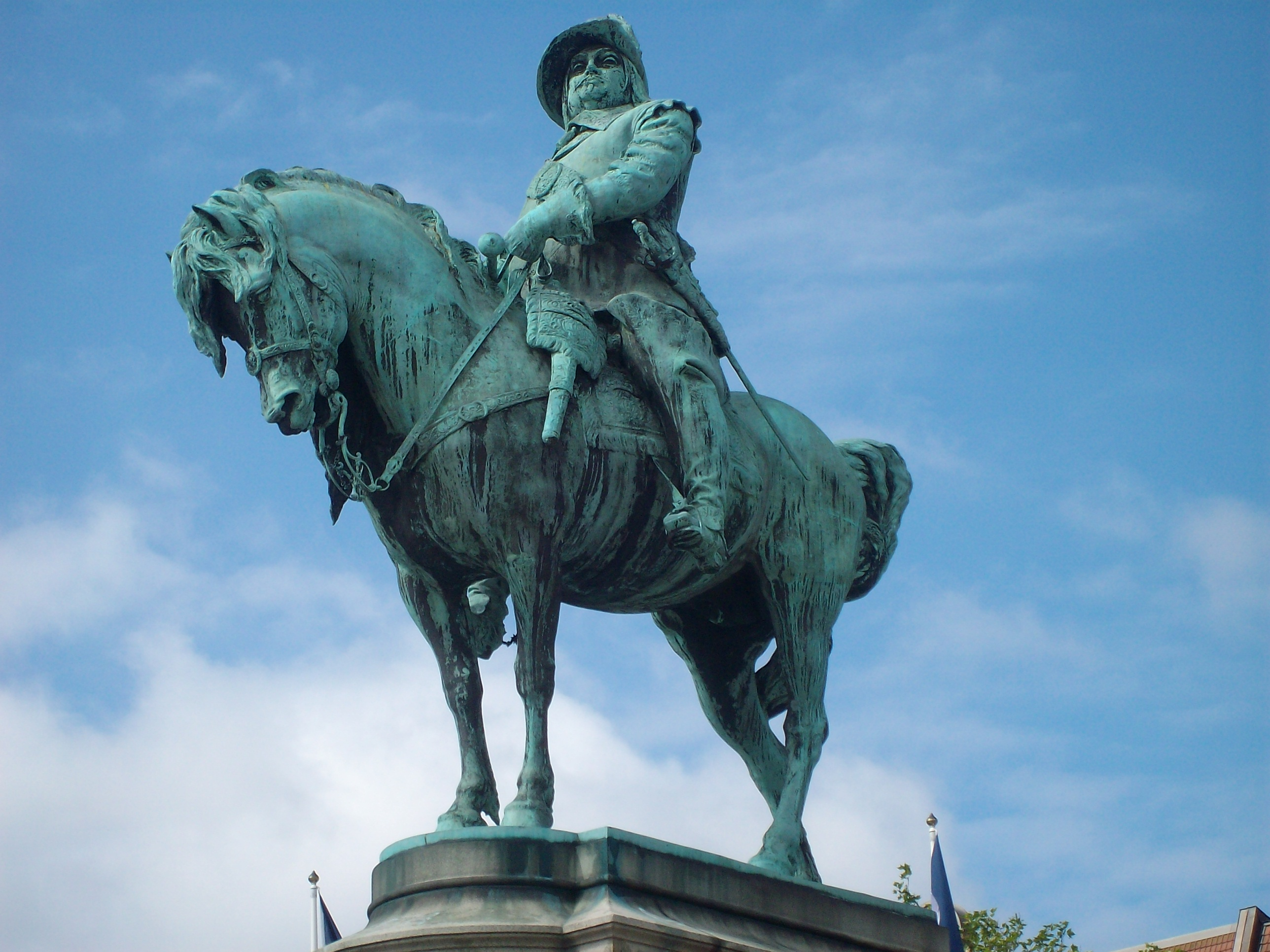
Karl X på Stortorget i Malmö.
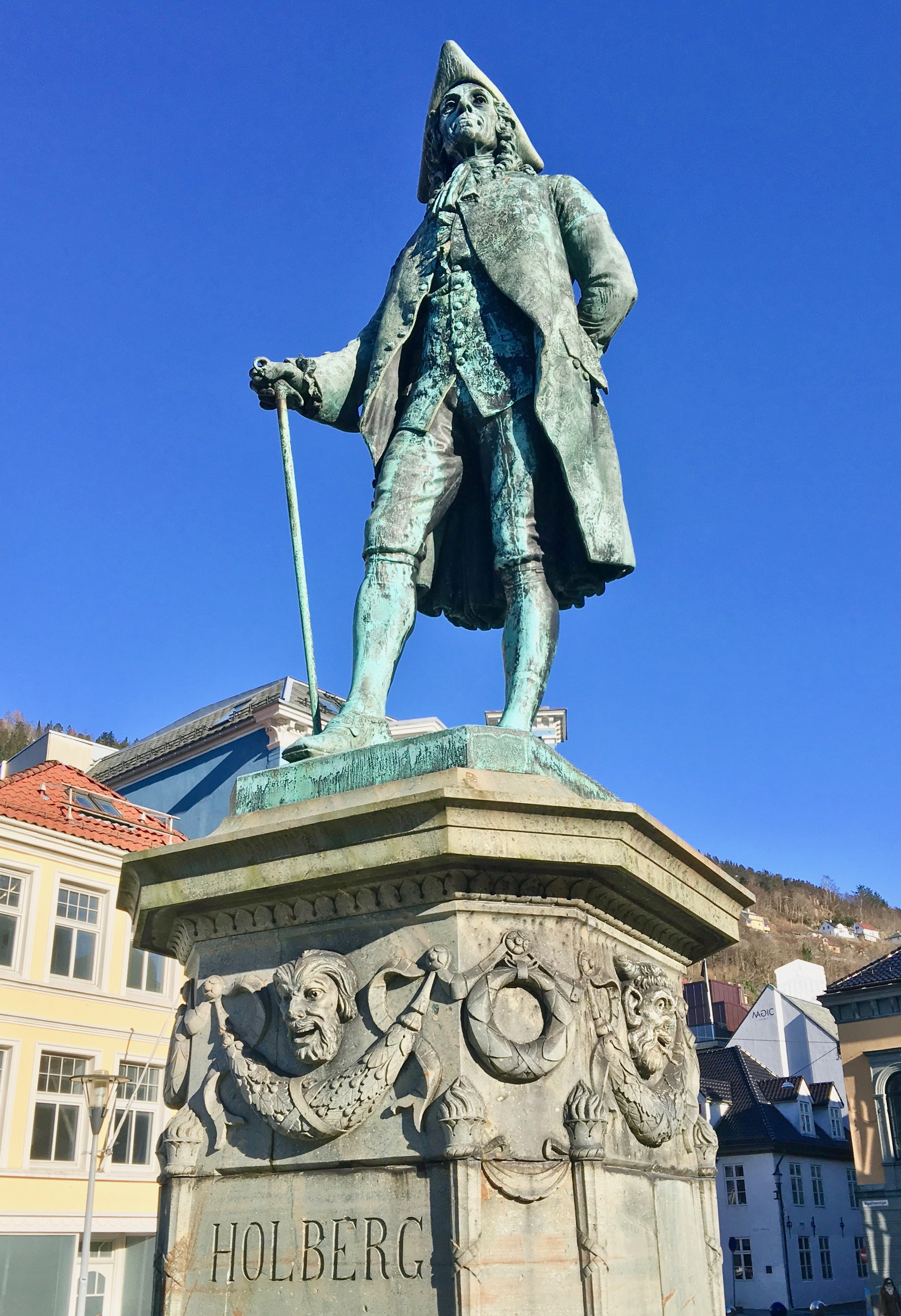
Staty i brons av Ludvig Holberg i Bergen, 1881.
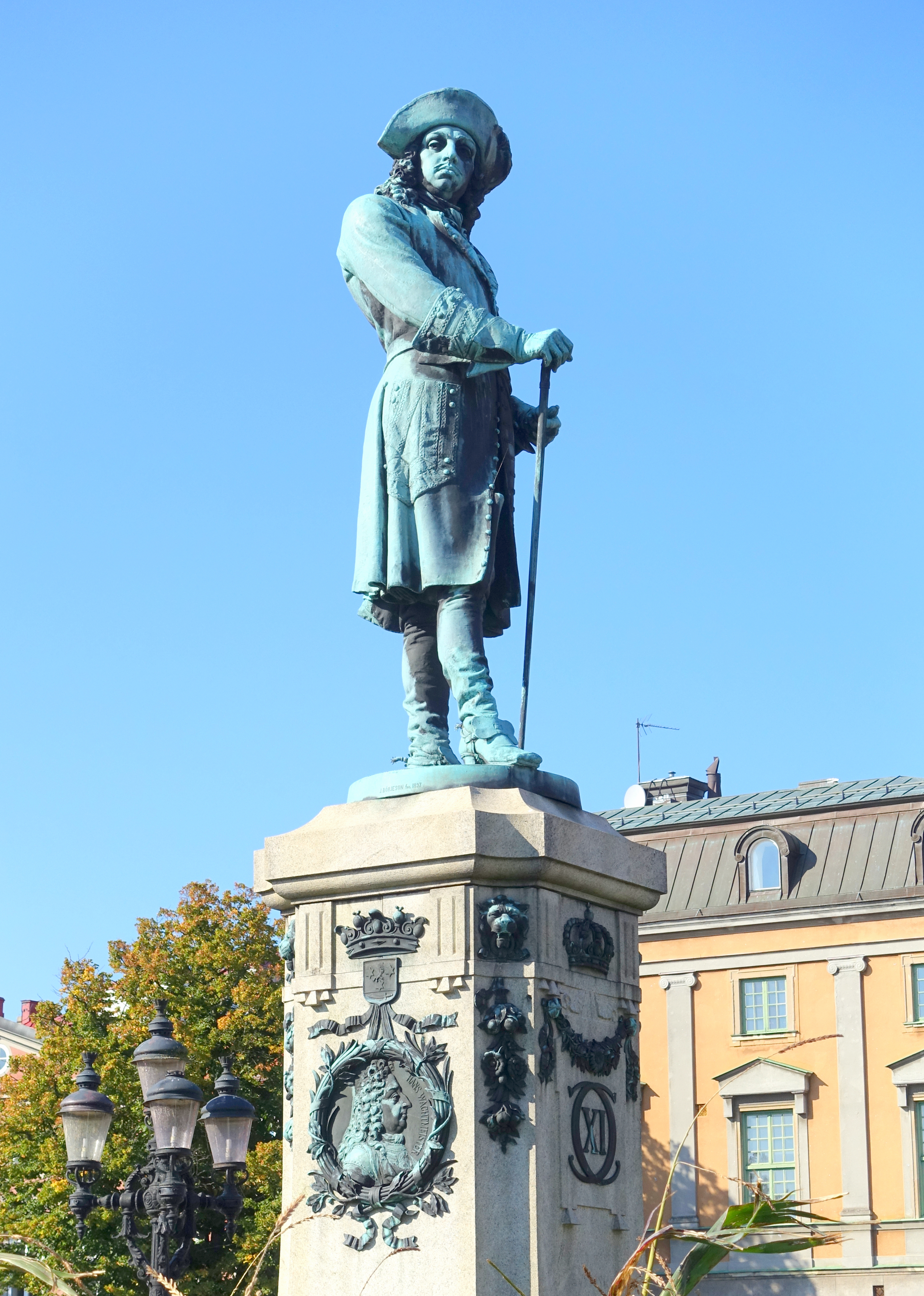
Karl XI, Karlskrona, 1896
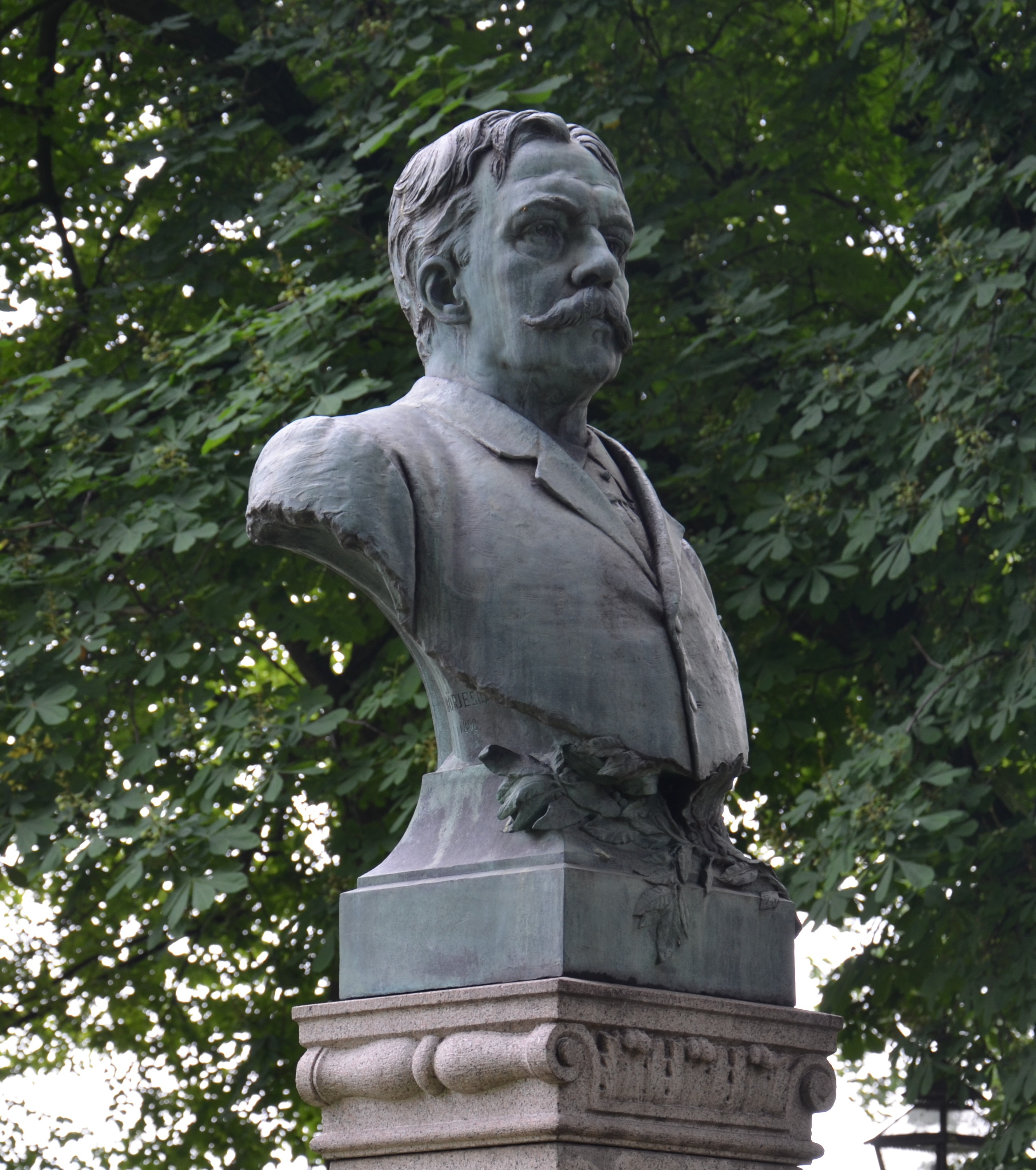
Byst av Viktor Rydberg i Rådhusparken i Jönköping, 1898.
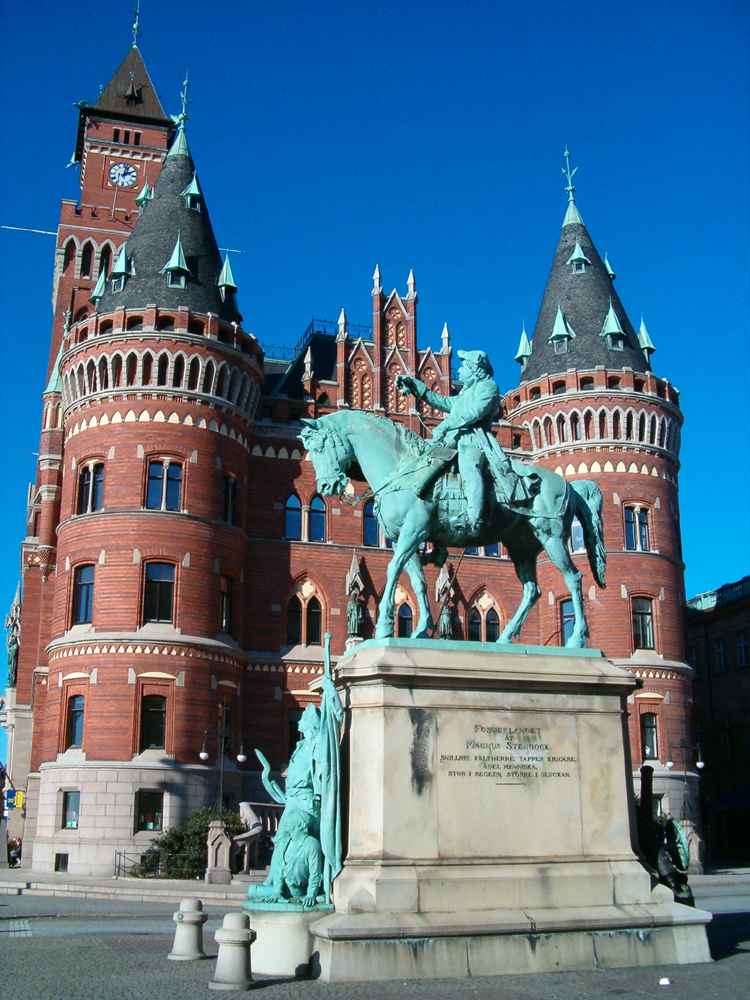
Staty i brons av Magnus Stenbock på Stortorget i Helsingborg, 1901.
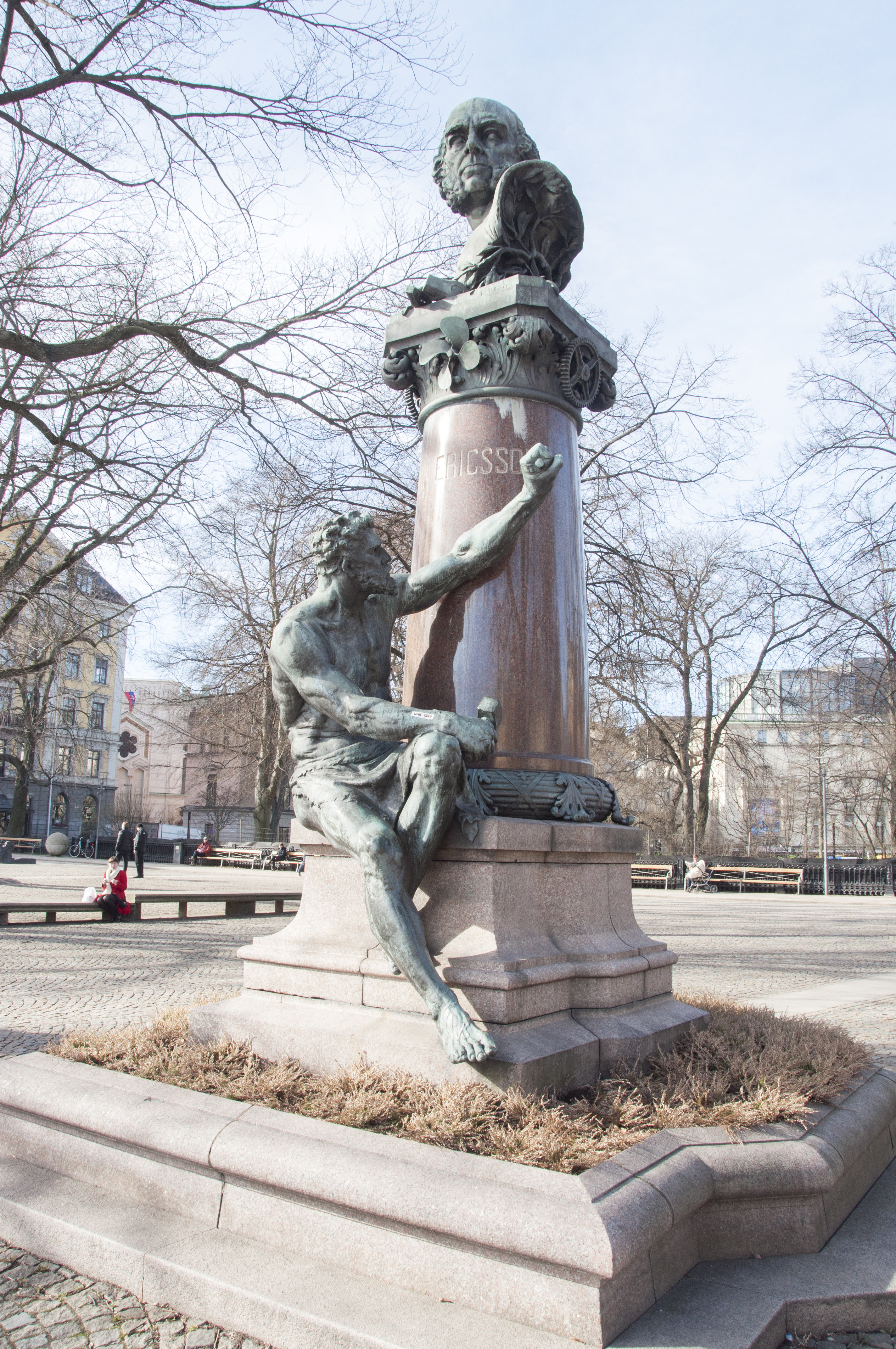
John Ericsson, Stockholm, 1901
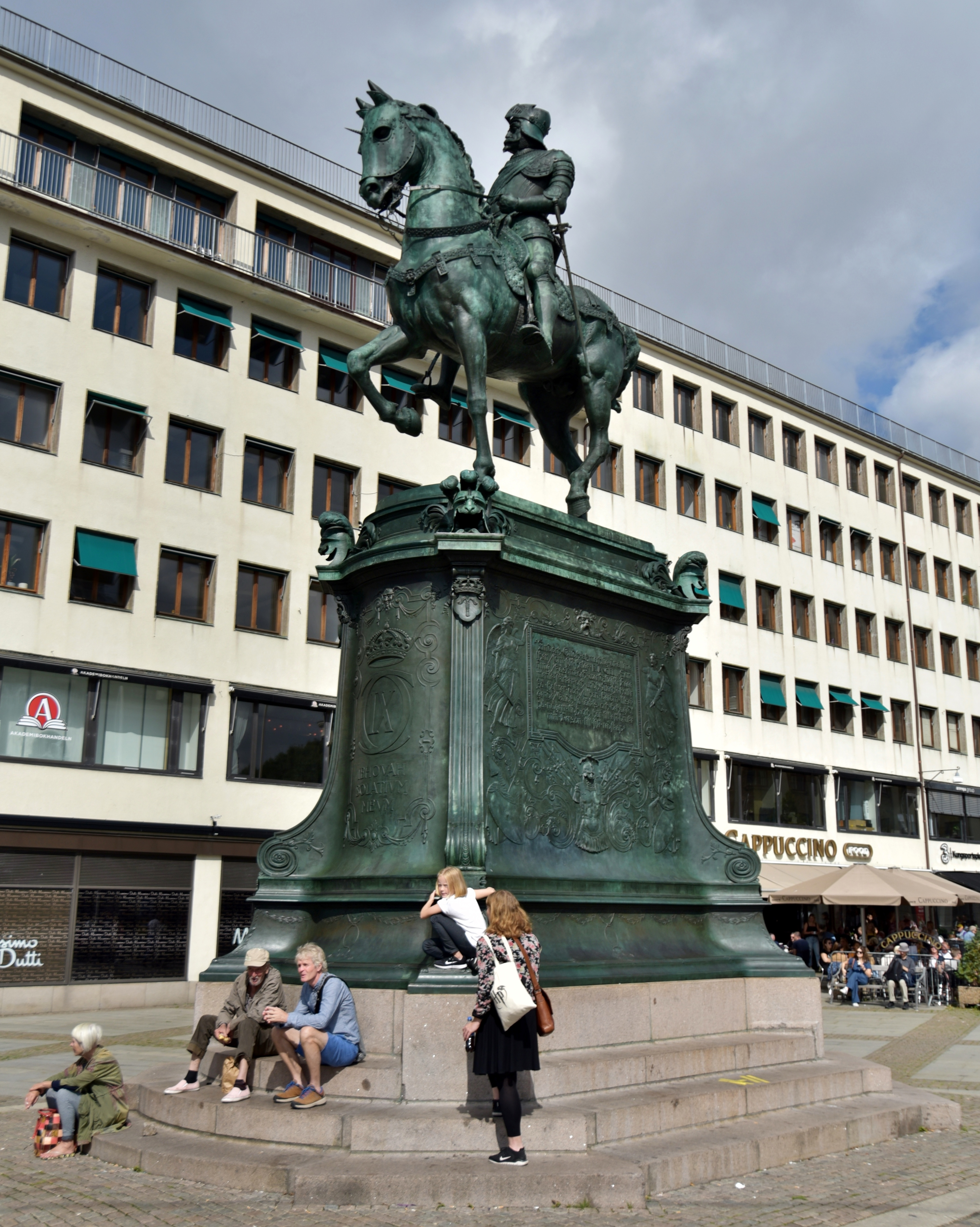
Karl IX, Göteborg, 1904